# Park Sung-Hyun
Park Sung-Hyun (en coreano: 박성현; Incheon, 1 de enero de 1983) es una deportista surcoreana que compitió en tiro con arco, en la modalidad de arco recurvo.
Participó en dos Juegos Olímpicos de Verano en los años 2004 y 2008, obteniendo cuatro medallas, dos oros en Atenas 2004 y oro y plata en Pekín 2008. Ganó ocho medallas en el Campeonato Mundial de Tiro con Arco al Aire Libre entre los años 2001 y 2007.

## Palmarés internacional
| Juegos Olímpicos                 | Juegos Olímpicos            | Juegos Olímpicos  | Juegos Olímpicos |
| Año                              | Lugar                       | Medalla           | Prueba           |
| -------------------------------- | --------------------------- | ----------------- | ---------------- |
| 2004                             | Atenas (Grecia)             | Medalla de oro    | Individual       |
| 2004                             | Atenas (Grecia)             | Medalla de oro    | Equipo           |
| 2008                             | Pekín (China)               | Medalla de oro    | Equipo           |
| 2008                             | Pekín (China)               | Medalla de plata  | Individual       |
| Campeonato Mundial al Aire Libre |                             |                   |                  |
| Año                              | Lugar                       | Medalla           | Prueba           |
| 2001                             | Pekín (China)               | Medalla de oro    | Individual       |
| 2001                             | Pekín (China)               | Medalla de bronce | Equipo           |
| 2003                             | Nueva York (Estados Unidos) | Medalla de oro    | Equipo           |
| 2003                             | Nueva York (Estados Unidos) | Medalla de plata  | Individual       |
| 2005                             | Madrid (España)             | Medalla de oro    | Equipo           |
| 2005                             | Madrid (España)             | Medalla de bronce | Individual       |
| 2007                             | Leipzig (Alemania)          | Medalla de oro    | Equipo           |
| 2007                             | Leipzig (Alemania)          | Medalla de plata  | Individual       |